# Arzúa
Arzúa település Spanyolországban, A Coruña tartományban. Arzúa O Pino, Frades, Boimorto, Melide, Santiso, Vila de Cruces és Touro községekkel határos. Lakosainak száma 5887 fő (2024).

## Népesség
A település lakosságának változását az alábbi diagram mutatja:
| Lakosok száma | 6832 | 6676 | 6532 | 5    | 5    | 6261 | 6123 | 6041 | 5918 | 5887 |
|               | 2001 | 2003 | 2006 | 2008 | 2011 | 2014 | 2017 | 2019 | 2022 | 2024 |